# ジャストポケット!
『ジャストポケット!』は、すねやかずみによるボウリングを題材にした日本の漫画作品。「コミック・ガンボ」に連載、同誌が休刊となり連載中止となったが、後にcomicoで完結した。
東大出身プロボウラー山本幸治監修。コミックス1巻のみ発売。

## あらすじ
広告代理店に勤める猿投直はCM契約を取るために、スポンサー会社の社長とボウリングで対決することになった。勝負に勝つために、CMに出演予定の女子高生プロボウラー佐倉雫から特訓を受ける。

## 登場人物
猿投直
主人公。もともとは大リーガーを目指していた。
佐倉雫
女子高生プロボウラー。